# آنی فاموز
آنی فاموز (فرانسوی: Annie Famose‎؛ زادهٔ ۱۶ ژوئن ۱۹۴۴) اسکی‌باز آلپاین اهل فرانسه بود.
وی همچنین برندهٔ جوایزی همچون لژیون دونور (افسر) شده‌است.
وی در مسابقات کشوری و بین‌المللی در مجموع برندهٔ ۱ مدال طلا، ۲ مدال نقره، ۳ مدال برنز شده‌است.